# Christian Bernardi (atleta)
Christian Bernardi (Città di San Marino, 15 agosto 1970) è un atleta paralimpico sammarinese. È il primo e unico cittadino sammarinese ad aver rappresentato la propria nazione ai Giochi paralimpici.

## Biografia
Christian Bernardi nasce a San Marino il 15 agosto 1970, primogenito di tre figli. 
Il 14 febbraio 1992 viene coinvolto in un incidente stradale che lo costringe in carrozzina.
L'atleta entra a fare parte del Comitato Paralimpico Sammarinese come volontario nel 2006, l'anno della sua fondazione.
Christian inizia a praticare tennis in carrozzina e handbike nel suo tempo libero.
Nel 2011 inizia ad allenarsi per partecipare ai Giochi paralimpici dell'anno successivo, praticando getto del peso e partecipando ad alcune gare di paraciclismo.
Nel 2012 Bernardi diviene il primo sammarinese a partecipare alle paralimpiadi, classificandosi però all'ultimo posto.

## Palmarès
| Anno | Manifestazione     | Sede   | Evento                | Risultato | Prestazione | Note  |
| ---- | ------------------ | ------ | --------------------- | --------- | ----------- | ----- |
| 2012 | Giochi paralimpici | Londra | Getto del peso F54-56 | 19º       | 4,54 m      | [ 5 ] |